# Alexander Anatoljewitsch Jewgenjew
Alexander Anatoljewitsch Jewgenjew (russisch Александр Анатольевич Евгеньев, engl. Transkription Aleksandr Yevgenyev; * 20. Juli 1961) ist ein ehemaliger russischer Sprinter, der in den 1980er Jahren für die Sowjetunion startend vor allem im 200-Meter-Lauf und als Staffelläufer erfolgreich war.
Jewgenjew wurde 1983 in Budapest und 1984 in Göteborg jeweils Halleneuropameister im 200-Meter-Lauf. Bei den Halleneuropameisterschaften 1985 in Piräus und 1986 in Madrid gewann er über dieselbe Distanz Bronze und Silber. Darüber hinaus siegte er im 200-Meter-Lauf bei den Hallenweltspielen 1985 in Paris.
Seine erste internationale Freiluftmedaille errang Jewgenjew bei den Europameisterschaften 1986 in Stuttgart. Als Startläufer in der 4-mal-100-Meter-Staffel um Nikolai Juschmanow, Wladimir Murawjow und Wiktor Bryshin feierte er den Titelgewinn vor den Mannschaften aus der DDR und Großbritannien. Im 200-Meter-Lauf wurde er Sechster.
Bei den Weltmeisterschaften 1987 in Rom gewann Jewgenjew, erneut als Startläufer in der Staffel eingesetzt, gemeinsam mit Wiktor Bryshin, Wladimir Murawjow und Wladimir Krylow die Silbermedaille hinter der US-amerikanischen und vor den jamaikanischen Mannschaft. Im 100-Meter-Lauf erreichte er die Halbfinalrunde.